# Andrena ilicis
Andrena ilicis är en biart som beskrevs av Mitchell 1960. Andrena ilicis ingår i släktet sandbin, och familjen grävbin. Inga underarter finns listade i Catalogue of Life.